# Potalia amara
Potalia amara är en gentianaväxtart som beskrevs av Jean Baptiste Christophe Fusée Aublet. Potalia amara ingår i släktet Potalia och familjen gentianaväxter. Inga underarter finns listade i Catalogue of Life.